# AMC Pacer
De AMC Pacer is een model van de Amerikaanse autobouwer American Motors Corporation en werd gebouwd van 1975 tot 1980.

## Geschiedenis

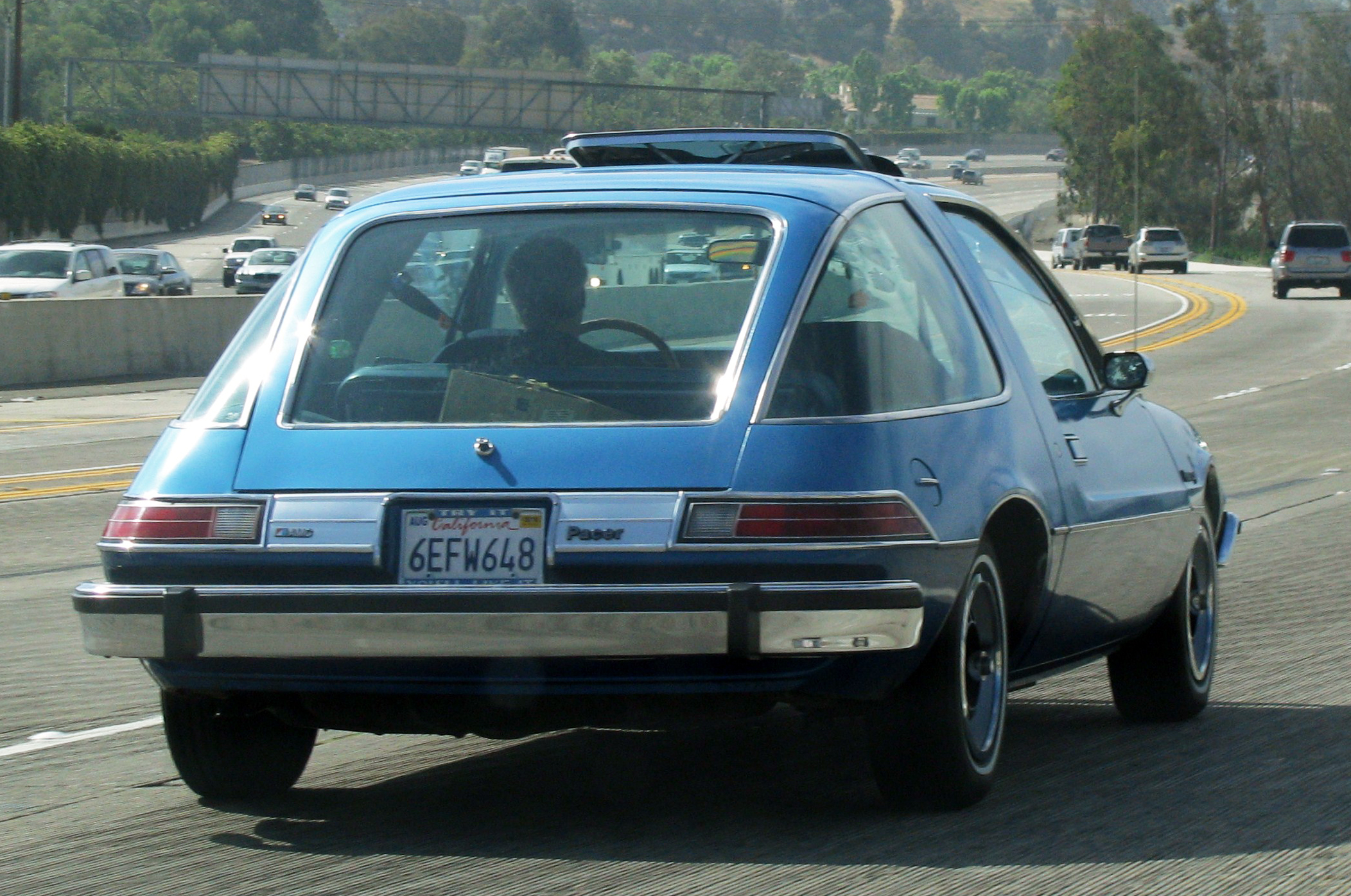
Het grote glazen oppervlak leidde tot allerlei bijnamen, zoals "de vissenkom". De auto was ook erg breed.

Na de oliecrisis van 1973 ontstond vraag naar auto's die weinig brandstof verbruikten. Omdat de meeste Amerikaanse auto's een relatief hoog benzineverbruik hadden vergeleken met Japanse en Europese auto's, ontwikkelde AMC een kleine Amerikaanse auto: de Pacer. Eerder was AMC al vrij succesvol geweest met de compacte Gremlin.
De Pacer werd ontworpen door Richard Teague. Hij maakte in 1971 een schets van het ontwerp van de Pacer, waar hij op kwam toen meerdere voorgestelde ontwerpen door het management werden verworpen. Hij verbrak de patstelling door met een radicaal ontwerp te komen, een compacte brede auto met veel glas. Hij maakte een ruwe schets van een vierwielige voetbal met rondom glas.
Oorspronkelijk zou de Pacer worden aangedreven door een wankelmotor. Deze hoopte AMC zelf te gaan bouwen, maar zou in eerste instantie worden afgenomen van General Motors. In september 1974 besloot GM echter de wankelmotor voor onbepaalde tijd uit te stellen. Nu moest AMC alsnog hun eigen conventionele zescilinder motor in het Pacer-ontwerp proppen.
De carrosserie bestond voor meer dan een derde uit glas, en de rechterdeur was 10 centimeter langer dan de linker, om het instappen achterin makkelijker te maken. De Pacer was een brede auto voor zijn klasse en werd dan ook wel de "eerste brede kleine auto" in de Verenigde Staten genoemd. Hij was door zijn breedte ook lastig te parkeren. Door het grote glasoppervlak rondom en de proporties werd de auto ook wel "de vissenkom" genoemd. De bedoeling met de Pacer was een zuinige auto te ontwerpen, maar dat slaagde niet. Door de relatief zware motor, en doordat de carrosserie voor een groot deel uit glas bestond, woog een Pacer circa 1500 kilo, wat een slechte invloed had op het brandstofverbruik.

### Lancering en productie

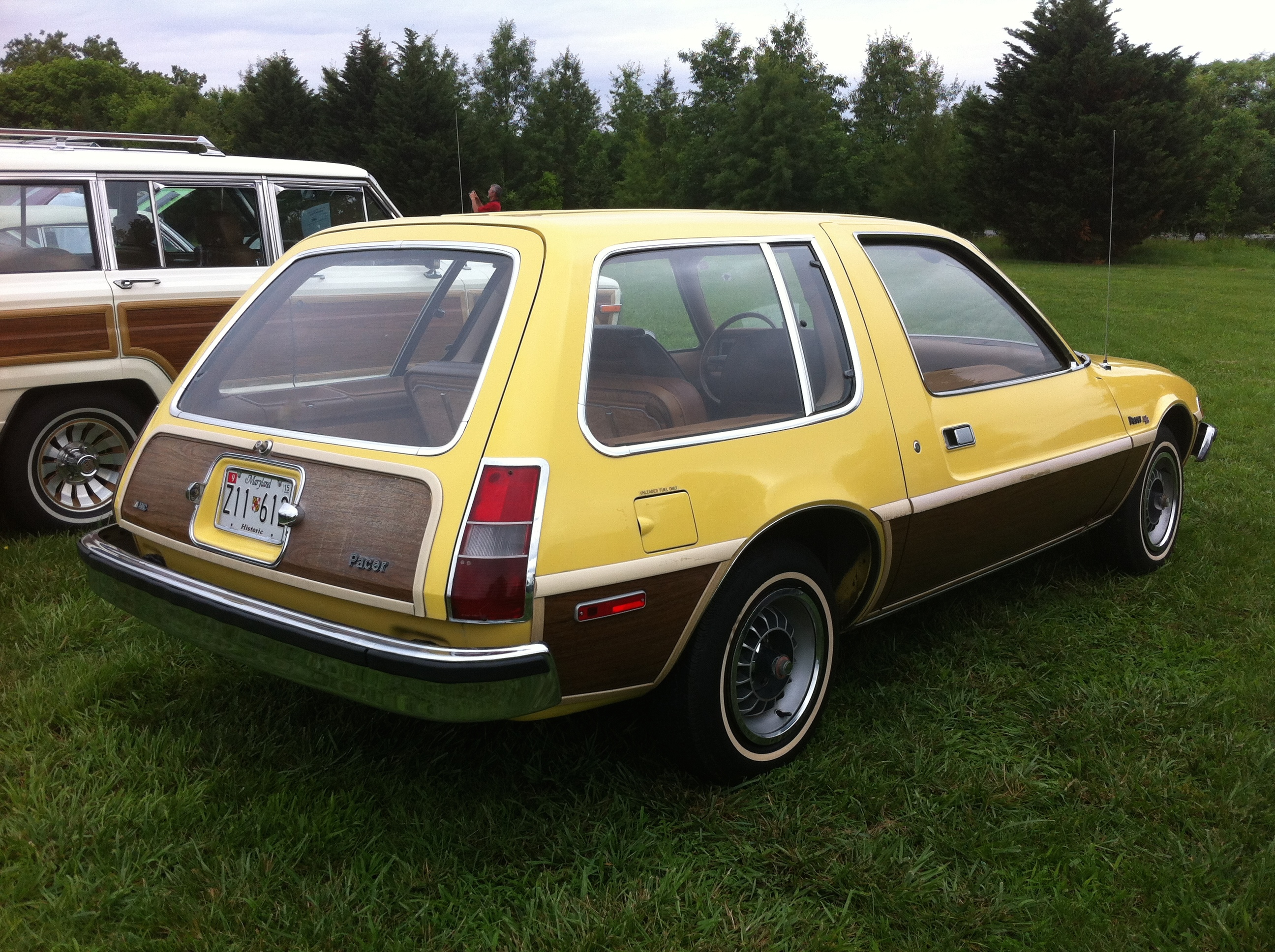
In 1977 werd een driedeurs stationwagen uitgebracht.

Op 25 februari 1975 werd de Pacer geïntroduceerd als de eerste kleine maar brede auto van de Verenigde Staten. Hij was 436 centimeter lang en 196 centimeter breed. De Pacer was dus een auto met de lengte van een kleine auto, maar met de breedte van een Cadillac.
De verkopen waren fenomenaal toen de Pacer op de markt kwam. De Pacer was een uniek ontwerp en maakte een enorme indruk. Hij was klein en chic en helemaal ontworpen om te voldoen aan de wensen van de Amerikaanse markt: Consumenten in de Verenigde Staten moesten een Pacer hebben. Ook 1976 was een zeer succesvol jaar voor de Pacer: er werden er maar liefst 117.244 verkocht. Vanaf 1977 werd een meer conventioneel ogende driedeurs stationwagenversie gemaakt, die populairder werd dan de normale uitvoering. Vanaf 1978 was de Pacer leverbaar met een V8-motor, waardoor hij nog minder zuinig werd. In datzelfde jaar kreeg de Pacer ook een nieuwe gewelfde motorkap en hogere grille om plaats te maken voor de V8.
De oliecrisis van 1979 betekende het einde voor de Pacer. Op 3 december 1979 rolde de laatste Pacer van de assemblagelijn af. Van het modeljaar 1980 werden er slechts 1746 verkocht. Het beste jaar was 1976, het eerste volledige productiejaar, toen er 117.000 werden verkocht wat bijna de helft was van de total productie van 280.000. Enkele jaren na het einde van de Pacer ging American Motors Corporation (AMC) failliet.

## Verkoopcijfers

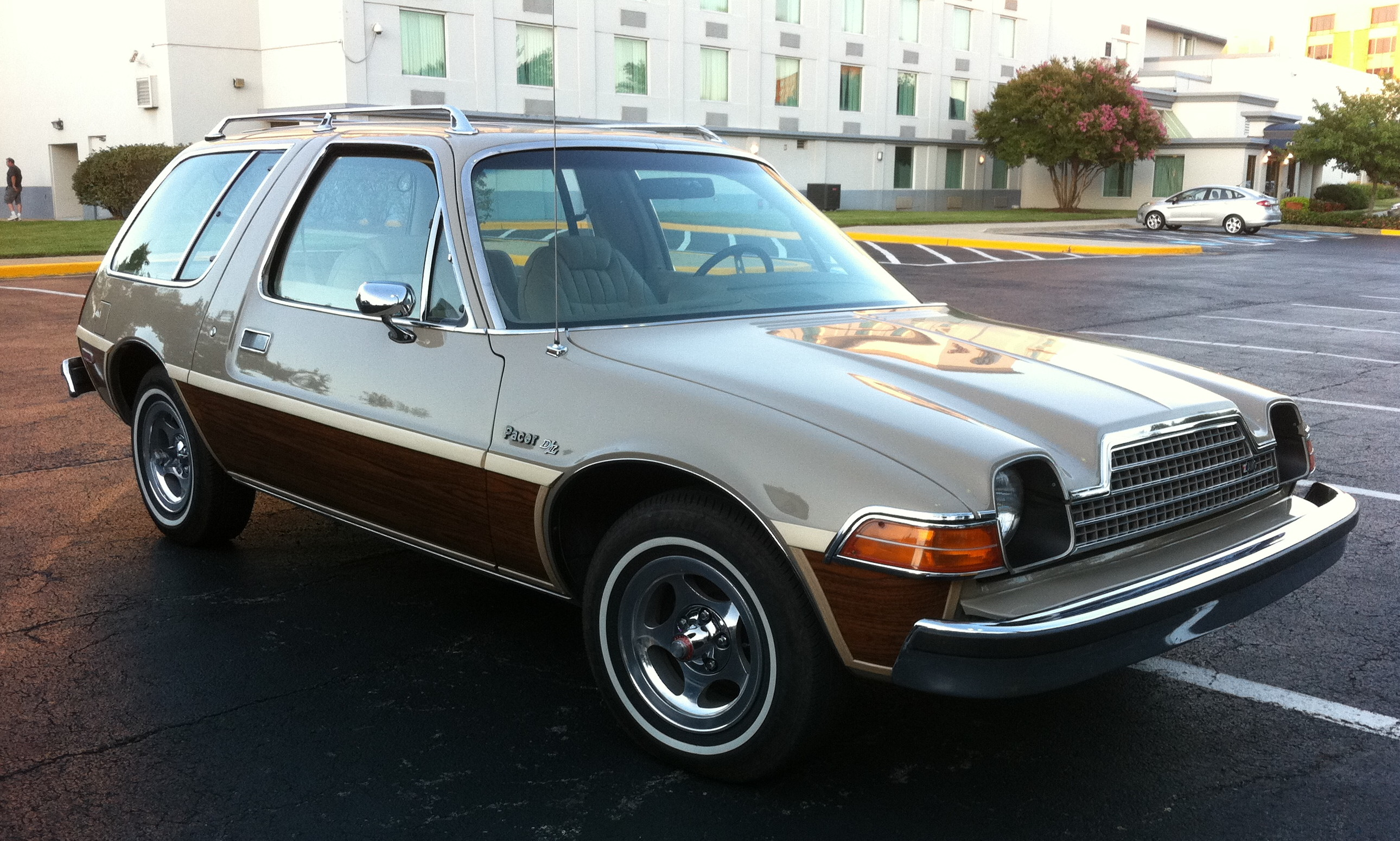
In 1978 werd een V8-motor aan het gamma toegevoegd om de prestaties te verhogen. Deze versie had een verhoging in de motorkap en een andere grille.

In totaal zijn er 280.859 Pacers verkocht. Hieronder volgt een overzicht van de verkoopcijfers van de Pacer per jaar, model en motor.
De Pacer was aanvankelijk vrij succesvol, maar de verkoop zakte al na twee jaar in.
| modeljaar | totaal  | sedans/coupes | wagons | V8-motoren |
| --------- | ------- | ------------- | ------ | ---------- |
| 1975      | 72.158  | 72.158        | geen   | geen       |
| 1976      | 117.244 | 117.244       | geen   | geen       |
| 1977      | 58.264  | 20.265        | 37.999 | geen       |
| 1978      | 21.231  | 7.411         | 13.820 | 2.514      |
| 1979      | 10.215  | 2.863         | 7.352  | 1.041      |
| 1980      | 1.746   | 405           | 1.341  | geen       |

## In populaire cultuur

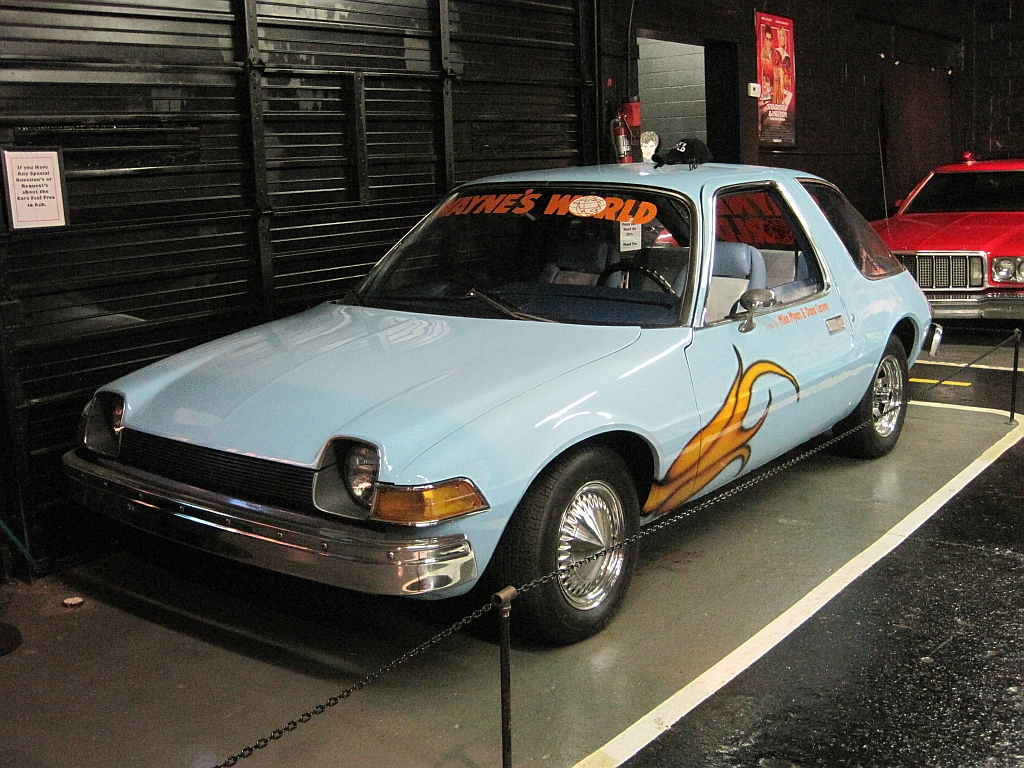
Het latere cult-imago maakte de auto relatief populair voor tv en film, zoals in Wayne's World.

De Pacer is nog bekender geworden doordat hij in televisieseries, films en videoclips werd gebruikt. Vooral na de film Wayne's World (in 1992) werd de Pacer ineens populair. In het vervolg van deze film (Wayne's World 2) kwam een limousine-Pacer voor.
Ook in Nederlandse films en tv-series komt af en toe een Pacer voor. In de eerste Flodder-film is tegen het einde van de film voor het huis van de familie Flodder een Pacer te zien waarin twee mensen seks hebben. Van Kooten en De Bie gebruikten de Pacer ook ooit voor een van hun filmpjes: als trekauto voor het aanhangwagentje van Jacobse en Van Es die tuinen winterklaar komen maken.
Ook wordt de Pacer weleens gebruikt in een videoclip, zoals in The Real Slim Shady (Eminem), The Smooth Criminal (Alien Ant Farm) en Happiness (Alexis Jordan).

## Ontvangst en imago
De Pacer werd bij de introductie in 1975 over het algemeen zeer positief ontvangen. Recensies in de Verenigde Staten bij de introductie gebruikten beschrijvingen als "futuristisch, gewaagd en uniek" en als "een ruimtebesparende auto, schijnbaar uit de toekomst". De Pacer leek op de auto van de toekomst en de autopers was er dol op. Het tijdschrift Motor Trend, een van de vele tijdschriften die de Pacer op de cover hadden afgebeeld, zei dat het de meest creatieve, meest mensgerichte auto van de afgelopen 15 jaar was in de VS. Het mei-nummer van Car and Driver uit 1976 noemde de Pacer "De vliegende vissenkom". Consumer Report beschreef dat de Pacer behoorlijk hoog scoorde in tests en dat de Pacer over het algemeen beter scoorde dan andere binnenlandse compact auto's: "We zouden niet aarzelen om hem aan te bevelen aan iedereen die een vrij kleine auto wil". In het tijdschrift Road & Track van april 1975 werd het uiterlijk van de Pacer beschreven als "Gedurfd, mooi en uniek. Zelfs als hij 100 km per uur rijdt lijkt het alsof hij stil staat." In een vervolgtest op de weg in augustus 1976 schreef Motor Trend: Sinds de introductie in januari 1975 zijn we behoorlijk verliefd op de Pacer van AMC.
Ook in Nederland werd de Pacer positief ontvangen. De Autovisie van mei 1975 beschreef de Pacer als een auto met een sensationeel uiterlijk, grote binnenruimte en onproblematisch weggedrag. "De Pacer zal nog vele jaren bekijks trekken, het is een auto waarmee je opzien baart, maar toch bepaald geen lelijke auto. Hij heeft iets futuristisch, iets van een auto uit het jaar 2000". Maar Rob Slotemaker was minder enthousiast en was niet te spreken over het rijgedrag. De Autokampioen van september 1975 was redelijk positief en noemde het "een nogal revolutionaire verschijning dank zij de wat futuristische vormgeving, het grote glasoppervlak en de afwijkende lengte-breedte verhouding. Het gevolg van de beperkte lengte is dat de beenruimte achterin aan de krappe kant is. De Pacer is een comfortabele auto maar de prestaties zijn bescheiden. De standaarduitrusting is bijzonder kaal maar de aanschaffingsprijs (f 17.995,-) is reëel".
In 1978 was de glans van het ontwerp verdwenen en naarmate er meer geavanceerde concurrenten werden geïntroduceerd, begon de pers het gebrek aan kracht en prestaties te bekritiseren.
Sommige mensen vinden hem een van de lelijkste auto's aller tijden. De Britse pers was niet echt te spreken over de Pacer: in het Britse weekblad Motor eindigde de Pacer op de tweede plek van de slechtste auto's die ze ooit hadden uitgetest. Op de voorpagina van de editie met de autotest van de Pacer stond: We test the Pacer – and wish we hadn’t.
Hoe je ook over de Pacer denkt, meer dan veertig jaar nadat de laatste werd gebouwd is de boot met brede romp niet alleen onmiddellijk herkenbaar maar ook legendarisch, schreef Jeff Peek in 2019 in zijn publicatie "Love it or hate it, The AMC Pacer is an automotive legend" (Hou van hem of haat hem, de AMC Pacer is een legende uit de auto-industrie). Achter het stuur ben je meteen een beroemdheid.
Door het imago van deze auto wordt de Pacer vaak gezien als een cultauto van de jaren zeventig.

## Trivia
- Verschillende beroemdheden hebben een Pacer gehad; onder andere country-zanger Conway Twitty, politicus Mitt Romney en actrice Brigitte Bardot.[21]